# Епархия Карвара
Епархия Карвара (лат. Dioecesis Karvarensis) — епархия Римско-Католической церкви c центром в городе Карвар, Индия. Епархия Карвара входит в митрополию Бангалора. Кафедральным собором епархии Карвара является церковь Успения Пресвятой Девы Марии.

## История
24 января 1976 года Римский папа Павел VI выпустил буллу  Christi iussum, которой учредил епархию Карвара, выделив её из епархии Белгаума.

## Ординарии епархии
- епископ William Leonard D'Mello  (24.01.1976 – 24.02.2007);
- епископ Derek Fernandes (24.02.2007 – по настоящее время).

## Источник
- Annuario Pontificio, Ватикан, 2007
- Булла Christi iussum, AAS 46 (1977), стр. 312  (лат.)